# Charles Sprague Sargent
Charles Sprague Sargent (født 24. april 1841 i Boston, død 22. marts 1927 i Boston) var en amerikansk botaniker og dendrolog. Han dimitterede i biologi fra Harvard College i 1862. Han var med ved grundlæggelsen af Arnold Arboretum og blev dets første direktør. Han foretog en studierejse til Japan i 1892 og beskrev betydelige dele af landets flora. Desuden beskrev og katalogiserede han floraen i flere nordamerikanske skovegne.
Planteslægterne Sargentia og Sargentodoxa er opkaldt efter ham, ligesom artstilføjelsen sargentii (= "Sargents") henviser til hans virke. De arter, han har beskrevet, bærer betegnelsen Sarg.